# João Bermudes
Pour les articles homonymes, voir Bermúdez.
João Bermudes, Jean Bermudez ou Juan Bermudez est un médecin portugais, né en Galice à la fin du XVe siècle, et décédé en 1570 ou 1575 à Lisbonne.

## Biographie
Il suit en 1520 l'ambassadeur du roi Manuel Ier de Portugal en Abyssinie, et s'insinue tellement dans l'esprit du roi de ce pays alors catholique, que ce prince lui accorde le titre de patriarche d'Abyssinie. Il réside dans cette contrée pendant 30 ans, et revient mourir à Lisbonne vers 1575. 
Il aurait été fait patriarche d'Éthiopie à la demande du roi Lebna-Dengel.
Une relation de son voyage est conservée manuscrite aux archives de Lisbonne.

## Contexte

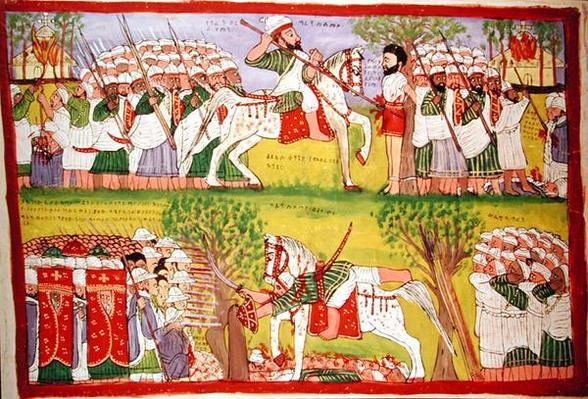
Mort de Christophe de Gama et mort d'Ahmed Ibrihim al-Ghazi

La guerre adalo-éthiopienne (1527-1543) oppose l'Empire éthiopien (David II d'Éthiopie puis Gelawdéwos) au Sultanat d'Adal par les troupes de l’imam Ahmed Ibn Ibrahim Al-Ghazi (Ahmed Gragne, Grañ, Le Gaucher), « roi de Zeilah ». Le sultanat d’Adal est soutenu par l'Empire ottoman et les Éthiopiens par le royaume du Portugal, dans le contexte des expéditions navales ottomanes dans l'océan Indien et d'établissement de l'empire colonial portugais. 
João Bermudes (~1500-1575), médecin portugais, prétendu « Patriarche du Prêtre Jean », évoque ces événements. 
Il est supposé mener une ambassade tentant d'établir un front chrétien entre l'Empire d'Éthiopien et le Saint-Siège contre la menace musulmane.
En 1541, l'empire colonial portugais envoie, depuis l'Inde portugaise (Indes orientales), un corps expéditionnaire, mené par Cristovao de Gama, avec de l'artillerie pour soutenir l'empereur Claude (Gelawdéwos) qui résiste à l'occupant. L'Empire ottoman musulman, à son tour, envoie une force de soutien avec des canons à Adal. 
En 1543, Ahmed Gragne est tué et la dynastie salomonide est restaurée, même si Gelawdéwos doit encore combattre les Oromos qui envahissent sa frontière nord. Entre 1554 et 1559, les Ottomans, de nouveau alliés à Adal, occupent la côte de la mer Rouge, l'actuelle Érythrée, qui devient la province ottomane de Habesh.

## Édition
- João Bermudes, Ma géniale imposture (Patriarche du Prêtre Jean), introduction de Hervé Pennec, traduction par Sandra Rodrigues de Oliveira, Anacharsis (édition), Toulouse, 2010, 192 pages  (ISBN 978-2-914-777-62-9)